# Синьчэн (Лайбинь)
Синьчэ́н (кит. упр. 忻城, пиньинь Xīnchéng) — уезд городского округа Лайбинь Гуанси-Чжуанского автономного района (КНР).

## История
Уезд был создан ещё во времена империи Тан. Во времена империи Мин он был в 1497 году понижен в статусе, став Синьчэнским инородческим уездом (忻城土县), а во времена империи Цин был в 1910 году присоединён к уезду Ишань.
Во времена Китайской Республики уезд Синьчэн был в 1928 году создан вновь.
После вхождения этих мест в состав КНР в конце 1949 года был образован Специальный район Умин (武鸣专区), и уезд вошёл в его состав. В январе 1951 года Специальный район Умин был расформирован, и уезд перешёл в состав Специального района Ишань (宜山专区). В декабре 1952 года в провинции Гуанси был создан Гуйси-Чжуанский автономный район (桂西壮族自治区), и Специальный район Ишань вошёл в его состав. В 1956 году Гуйси-Чжуанский автономный район был переименован в Гуйси-Чжуанский автономный округ (桂西僮族自治州).
В 1958 году автономный округ был упразднён, а вся провинция Гуанси была преобразована в Гуанси-Чжуанский автономный район; при этом был расформирован Специальный район Ишань, и уезд перешёл в состав воссозданного Специального района Лючжоу (柳州专区).
В 1971 году Специальный район Лючжоу был переименован в Округ Лючжоу (柳州地区).
19 ноября 2002 года Округ Лючжоу был расформирован, и уезд перешёл в состав нового городского округа Лайбинь.

## Административное деление
Уезд делится на 5 посёлков и 7 волостей.